# نيل ماديسون
نيل ماديسون (بالإنجليزية: Neil Maddison)‏ (2 أكتوبر 1969 في المملكة المتحدة - ) هو مدرب كرة قدم ولاعب كرة قدم بريطاني في مركز الدفاع. لعب مع نادي بارنسلي ونادي بريستول سيتي ونادي ساوثهامبتون ونادي ميدلزبره ودارلينجتون إف سى.

## وصلات خارجية
- نيل ماديسون على موقع قاعدة بيانات كرة القدم.إي يو (الإنجليزية)
- نيل ماديسون على موقع Soccerbase.com (لاعب) (الإنجليزية)
- نيل ماديسون على موقع Soccerbase.com (مدرب) (الإنجليزية)
- نيل ماديسون على موقع عالم كرة القدم.نت (الإنجليزية)